# Мудьюга (река, впадает в Белое море)
Му́дьюга — река в Архангельской области России.

## Этимология
Название реки имеет финно-угорское происхождение, так на вепс. и карел. muda — «ил, тина, грязь», а распространённый «речной суффикс» -юга, образован от карел. jogi — «река».

## Описание
Река протекает в западной части Беломорско-Кулойского плато, по территории Талажского сельского поселения. Берёт начало из небольшого озера, западнее Мудьюгских озёр. Течёт в основном в юго-западном направлении. Впадает в залив Сухое Море Двинской губы Белого моря на Зимнем берегу, образуя дельту. К западу от дельты реки находится остров Мудьюг. Питание снеговое и дождевое. Длина реки составляет 82 км, площадь бассейна — 871 км². Крупнейшие притоки: Чидвия (Шильдига), Кушкушара, Крутиха. В нижнем течении реки находятся деревни Верховье, Горка, Наволок, Патракеевка, Кушкушара и посёлок Дом инвалидов.

## Данные водного реестра
По данным государственного водного реестра России и геоинформационной системы водохозяйственного районирования территории РФ, подготовленной Федеральным агентством водных ресурсов:
- Бассейновый округ — Двинско-Печорский
- Водохозяйственный участок — Реки бассейна Белого моря от северо-восточной границы р. Золотица до мыса Воронов без р. Северная Двина